# Guillaume Des Autels
Guillaume Des Autels (Le Puley, 1529 – Lione, 1599) è stato uno scrittore e poeta francese, celebre anche per la partecipazione al movimento poetico La Pléiade.

## Biografia

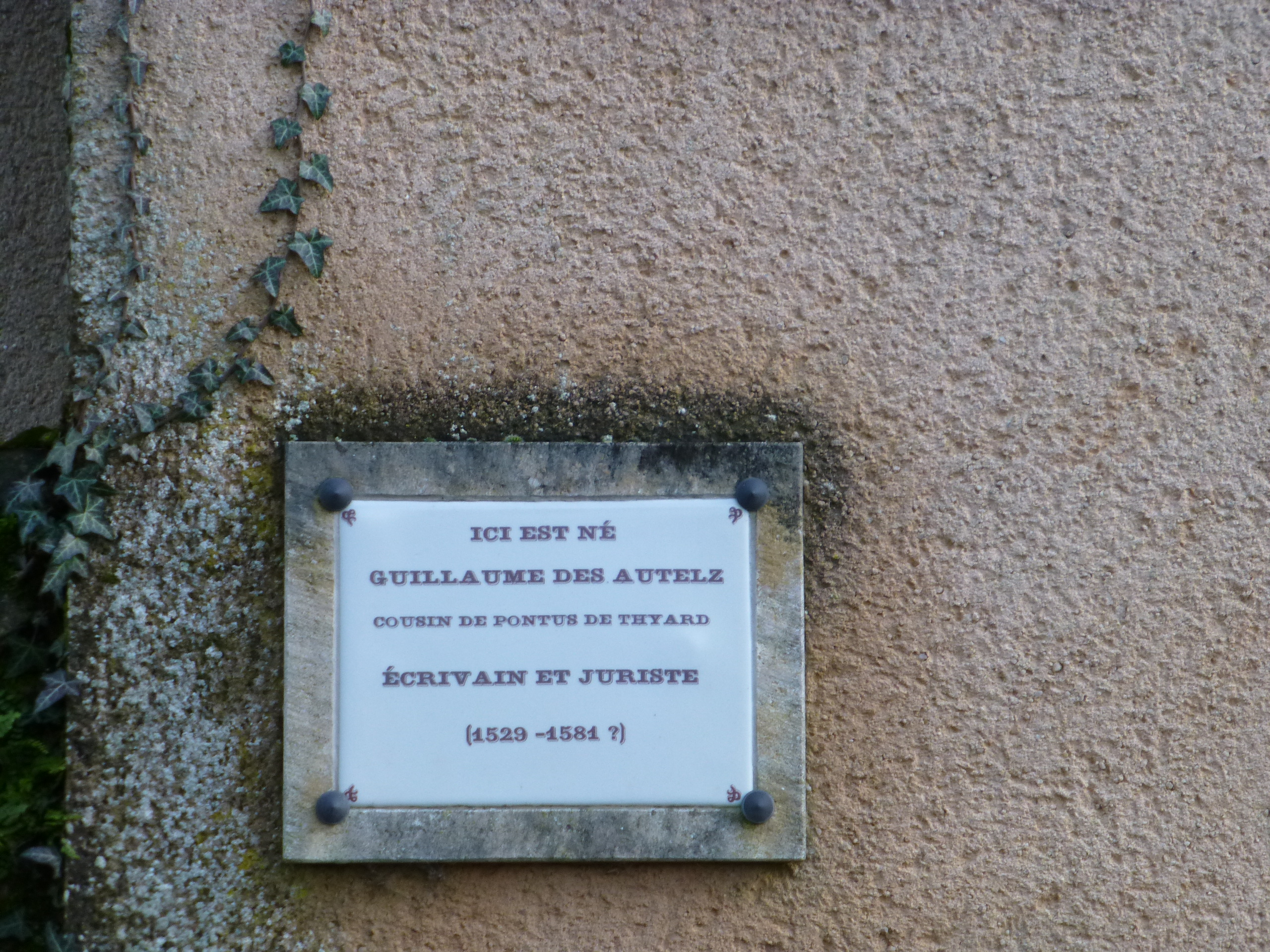
Targa commemorativa di Guillaume Des Autels a Le Puley

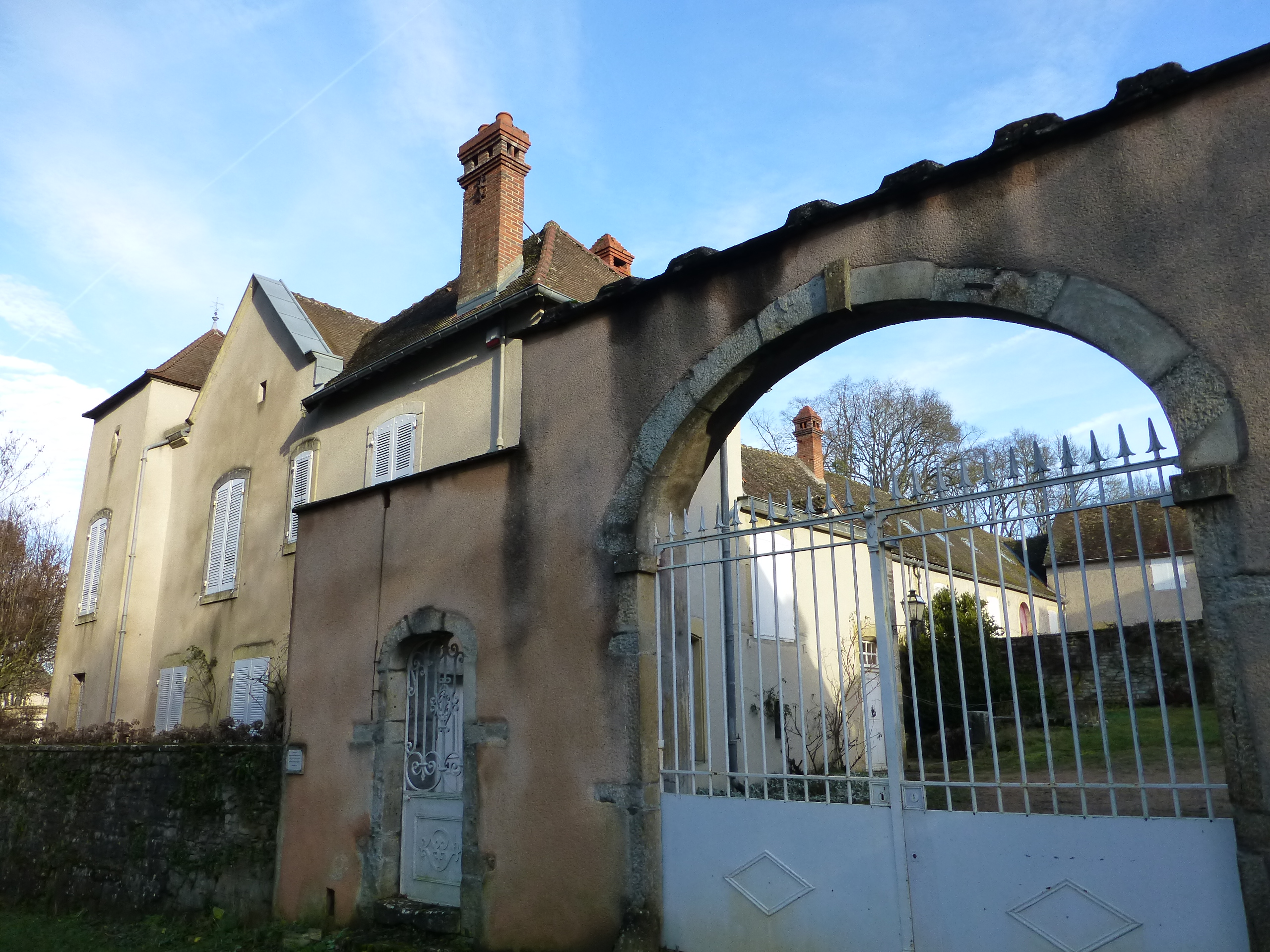
Les Hôtels : casa di nascita di Guillaume Des Autels a Puley

Guillaume Des Autels nacque a Le Puley nel 1529, in quegli anni terra imperiale.
Eseguì i suoi studi all'Università di Valence, nel Delfinato.
Non essendo appassionato alle opere giuridiche come le Pandette, si dedicò alla poesia scrivendo rime d'amore, non ancora ventenne, con il suo primo libro intitolato Il mese di maggio (Le mois de Mai, 1548), a cui seguirono due anni dopo Il resto del più grande lavoro (Repos du plus grand travail, 1550), Il seguito del riposo (La suite du Repos, 1551) e Il riposo degli amanti (Amoureux repos, 1553);il suo stile si caratterizzò per un classicismo elegante e prezioso, anche se un po' arcaizzante.
Guillaume Des Autels nella scuola di Lione difese la tradizione di Clément Marot, ma poi la parentela con Pontus de Tyard e l'amicizia con Pierre de Ronsard, che apprezzò le sue poesie, gli aprirono le porte al successo, e lo avvicinarono alle idee della scuola ronsardiana, La Pléiade. 
Però negli stessi anni Autels si interessò al dibattito riguardante l'ortografia, incominciato da Louis Meigret, scrivendo un Trattato che riguarda l'ex ortografia francese (Traité touchant l'ancien orthographe françois, 1548), che suscitò una risposta polemica da parte di Meigret e una seconda replica di Autels, Replica alle difese furiose (Réplique aux furieuses défenses, 1551), che contenne anche un'appendice poetica.
Dopo aver cercato la protezione di Filippo II di Francia, dedicandogli un Enconium Galliæ Belgicæ (1559), sostenne il partito cattolico durante le guerre di religione francesi con il testo Rimostranza al popolo francese (Remontrance au peuple françois, 1559), e con Arringa al popolo francese contro la ribellione (Harangue au peuple françois contre la rebellion, 1560), ispirati dalla congiura di Amboise, incentrati sugli inviti alla distensione.
Prima di allontanarsi dalla letteratura e dedicarsi all'attività di giudice ecclesiastico all'abbazia di Cluny, Autels compose riscuotendo consensi un pastiche di Rabelais, con la sua Mistoirebarragouyne de Franfeluche et Gaudichon, composta nel 1559 e pubblicata successivamente nel 1574.
Autels si distinse per la sua versatilità, per la sua personalità molto dotata, per essere stato un precursore, anche se attorno a sé aveva poeti che talvolta potevano superarlo in talento e genialità, come quelli de La Pleiade.

## Opere

### Poesie
- Il mese di maggio (Le mois de Mai, 1548);
- Il resto del più grande lavoro (Repos du plus grand travail, 1550);
- Il seguito del riposo (La suite du Repos, 1551);
- Il riposo degli amanti (Amoureux repos, 1553).

### Saggi
- Trattato che riguarda l'ex ortografia francese (Traité touchant l'ancien orthographe françois, 1548);
- Replica alle difese furiose (Réplique aux furieuses défenses, 1551);
- Enconium Galliæ Belgicæ (1559);
- Rimostranza al popolo francese (Remontrance au peuple françois, 1559);
- Arringa al popolo francese contro la ribellione (Harangue au peuple françois contre la rebellion, 1560).